# Aptenodytes patagonicus patagonicus
El pingüino rey del Atlántico (Aptenodytes patagonicus patagonicus) es una de las dos subespecies en que se divide la especie Aptenodytes patagonicus, el más grande pingüino viviente después del pingüino emperador (Aptenodytes forsteri). Habita en mares subantárticos, y nidifica en islas del sector austral del océano Atlántico.

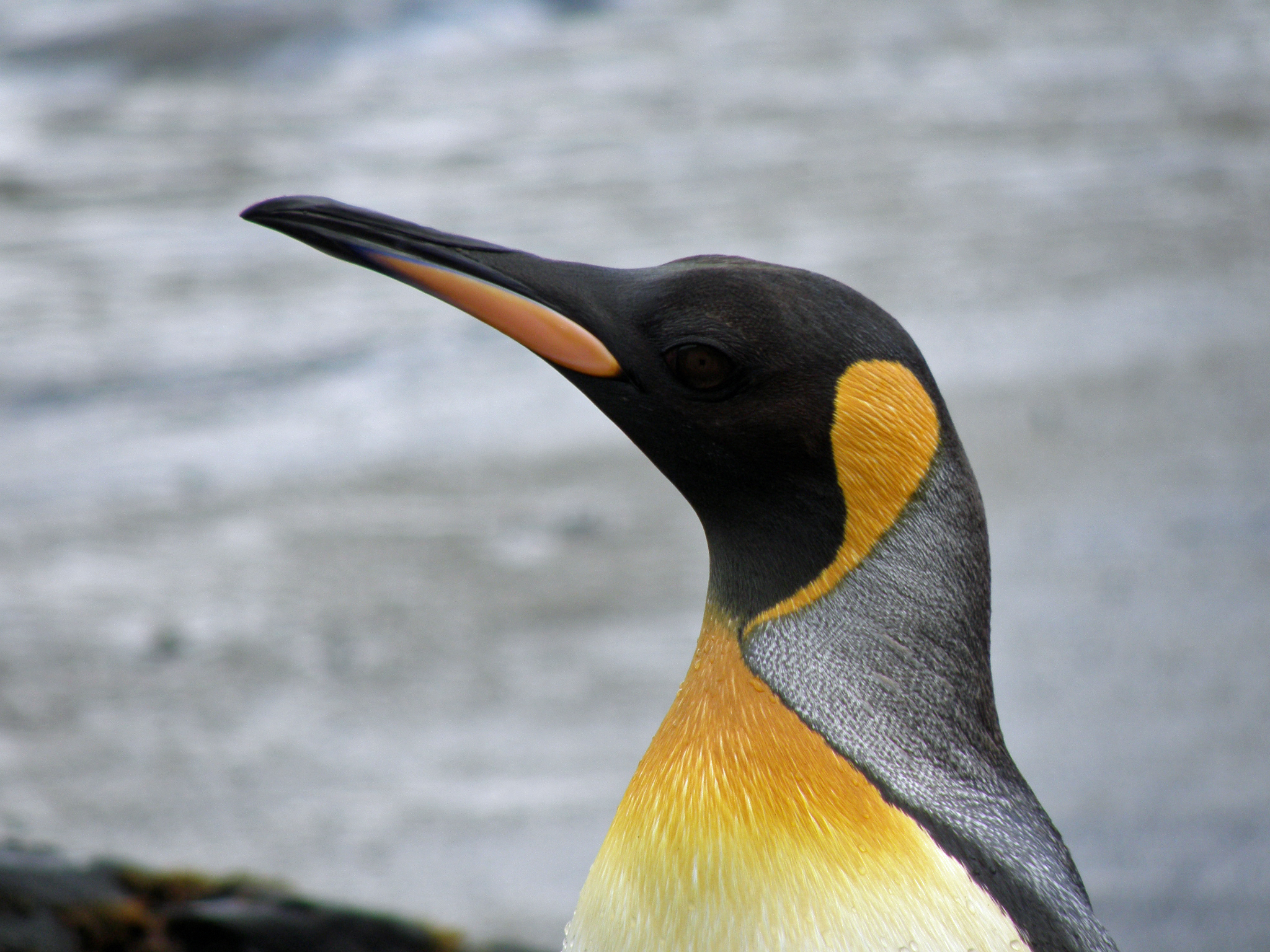
Detalle de la cabeza de un Aptenodytes patagonicus patagonicus de las islas Georgias del Sur.

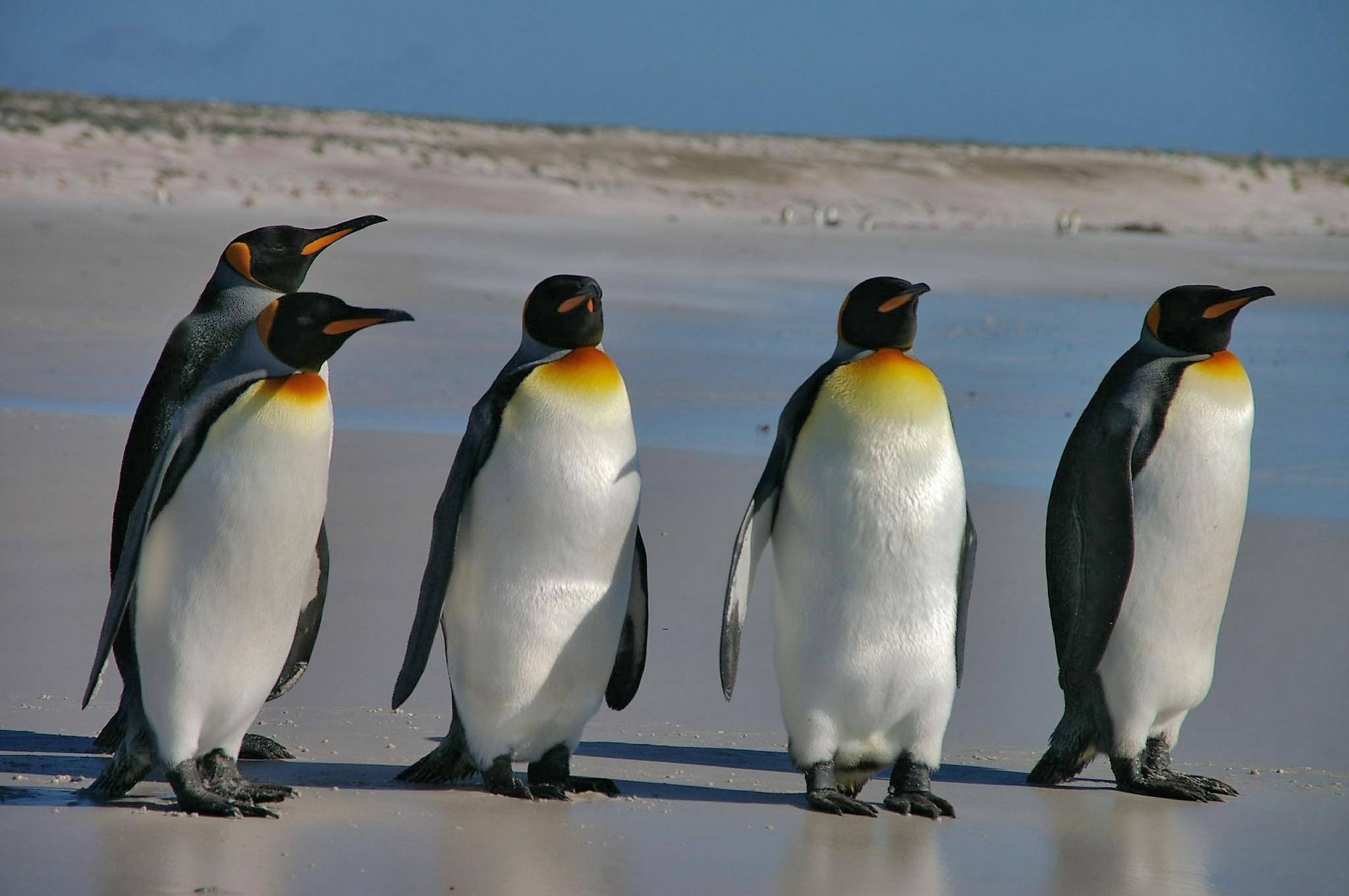
Aptenodytes patagonicus patagonicus en las Malvinas.

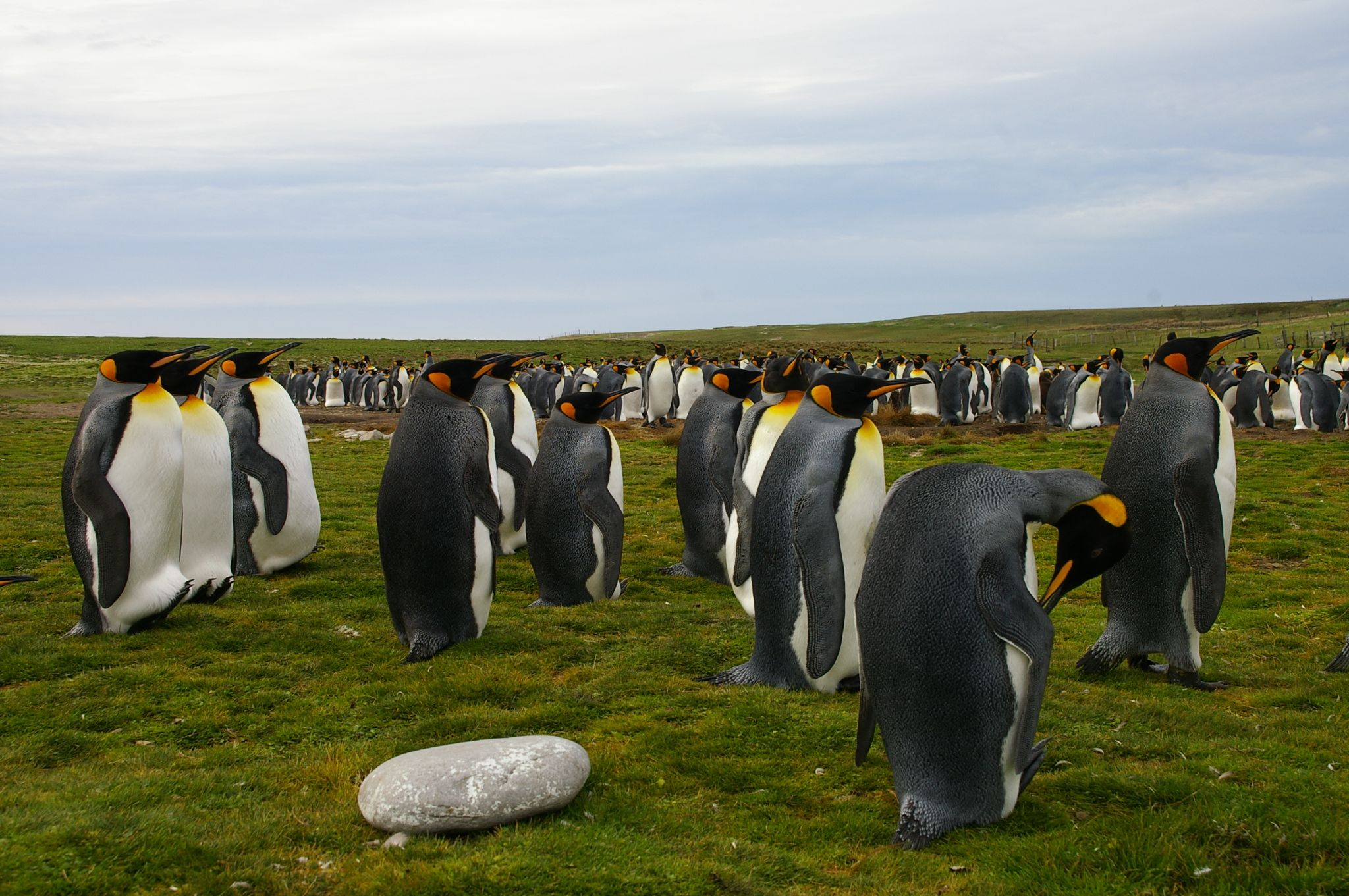
Aptenodytes patagonicus patagonicus en las Malvinas.

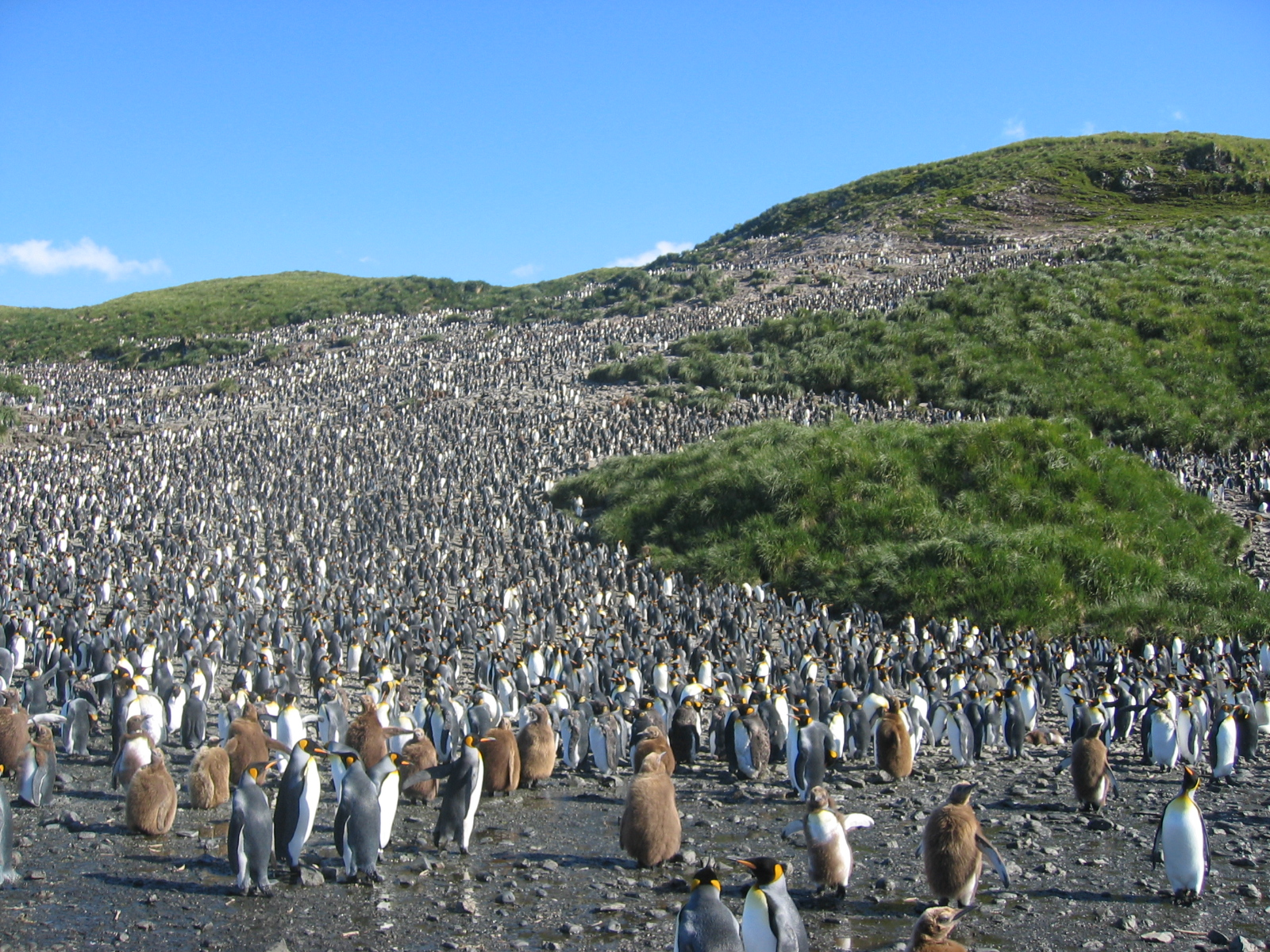
Colonia de 60 000 Aptenodytes patagonicus patagonicus en las islas Georgias del Sur.

## Distribución
Esta subespecie se reproduce en islas del extremo sudeste de América del Sur. Las poblaciones nidificantes más importantes se encuentran en las islas Georgias del Sur —con más de 100 000 parejas—, y en las Sandwich del Sur. Poblaciones menores se presentan en algunas de las islas que integran el archipiélago de las Malvinas, sumando por lo menos 5 colonias, la mayor de ellas con una población de 100 parejas. En ese archipiélago la subespecie había sido eliminada por los colonos británicos en el año 1870, pero logró recolonizarlo tímidamente en el año 1933. La enorme colonia de la isla de los Estados en Argentina parece haber sido exterminada, aunque se sospecha que la subespecie haya vuelto a utilizarla como sitio de nidificación, pues es habitual en el archipiélago. 
En el invierno austral emprende una migración hacia el norte en busca de aguas a menor latitud, las cuales mantienen una temperatura menos fría en esa estación, alcanzando las costas de la Patagonia, y de la provincia de Buenos Aires en la Argentina, y raramente más al norte en las del Uruguay hasta las del sur del Brasil.
Ejemplares vagantes de esta subespecie han sido registrados en las costas de la península antártica.
En el sur de Chile es ocasional, en Magallanes. Las hipótesis de que alguna vez anidó en las islas del cabo de Hornos nunca pudieron comprobarse.

## Características
Todo lo dorsal es de color gris —incluso las alas—, color que lo cubre desde la nuca hasta la cola y partes traseras de las plumas de las patas. Todo lo ventral es blanquecino, bordeado e ambos lados por sendas líneas negras, que casi contactan en la garganta, la que presenta, al igual que la parte superior de su pecho, un color naranja amarillento, el que también se expande en semicírculo en la región auricular. La cabeza es negra; en ella destaca su largo y puntiagudo pico, en el que la mandíbula es parcialmente anaranjada. Sus patas presentan una membrana interdigital, adaptada para nadar.
Con respecto a la otra subespecie (Aptenodytes patagonicus halli), se diferencia tanto en la longitud del pico como en la de las alas.

## Costumbres

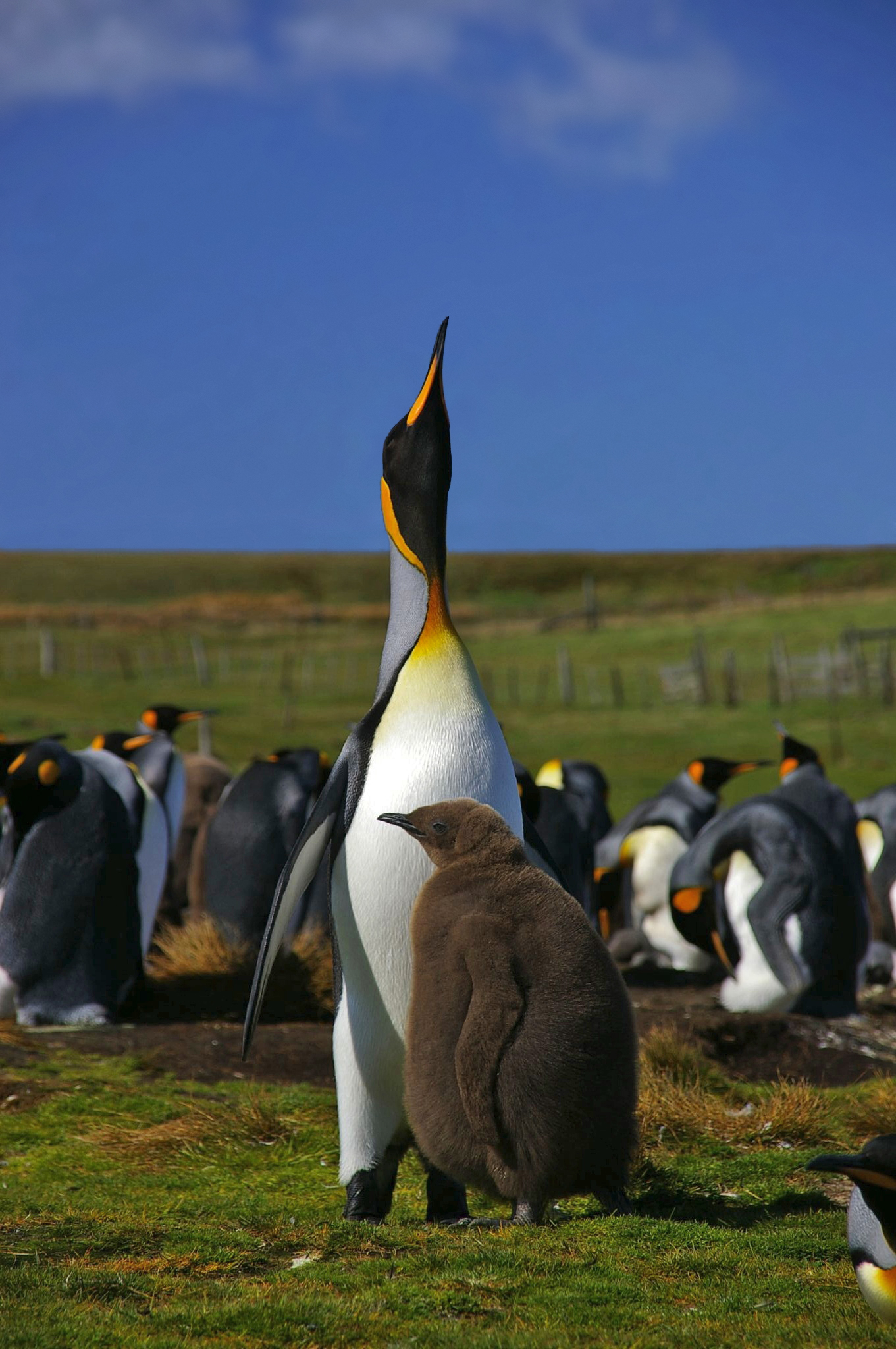
Aptenodytes patagonicus patagonicus adulto con un pichón en las islas Malvinas.

Se alimenta pelágicamente en aguas subantárticas, las cuales circundan el continente antártico. Su dieta está compuesta por krill, peces, calamares, pulpos, peces, moluscos, sepias, y crustáceos. A su vez, esta ave es predada por focas leopardo, tiburones, y orcas, entre otros. Sus huevos y crías son depredados por gaviotas y págalos.
Nidifican colonialmente en islas subantárticas. Las crías nacen desnudas, pero a los 10 días se cubren con un plumón castaño muy suave, que tiene la apariencia de pelo.  

## Taxonomía
Esta subespecie fue descrita originalmente por Miller en el año 1778, bajo el nombre científico de: Aptenodytes patagonica. Su localidad tipo es: «islas Georgias del Sur».

## Conservación
La subespecie fue intensamente cazada para extraer su grasa en forma de aceite. Por esta causa algunas colonias han desaparecido. Igualmente la supervivencia de la subespecie no se encuentra amenazada.